# Hong Kong Exchange Fund
Der Exchange Fund of Hong Kong ist der wichtigste Investmentarm und de facto Staatsfonds der Hong Kong Monetary Authority. Er wurde 1935 gegründet, um die Ausgabe von Hongkong-Dollar-Banknoten zu unterstützen. Im Laufe der Jahre wurde seine Rolle kontinuierlich erweitert und umfasst heute auch die Verwaltung von Haushaltsreserven, Devisenreserven, Immobilieninvestitionen und Private Equity.

## Geschichte
Der Hong Kong Exchange Fund wurde 1935 von der Currency Ordinance eingerichtet. Zunächst sollte im Exchange Fund sämtliche Bardeckung zum ausgegebenen Papiergeld verwaltet werden. 1976 übertrug dann der Staat die Haushaltsreserven in den Fonds, und auch das Vermögen des Staats in ausländischen Währungen, um so das Risiko zu verringern und das Management des staatlichen Vermögens zu zentralisieren. Außerdem wurde sämtliche Bardeckung zum ausgegebenen Münzgeld eingezahlt.
Am 1. November 1998 wurde dann das gesamte Finanzvermögen des im Jahre 1986 gegründeten Land Fund in den Exchange Fund eingezahlt. Dieses belief sich auf 211,4 Milliarden HK$.

## Portfoliostruktur
Der Exchange Fund, der zum 31. Dezember 2024 ein Vermögen von über 4 Billionen HKD verwaltete, besteht aus verschiedenen Portfolios. Der Exchange Fund verwaltet drei Hauptportfolios mit den Haushaltsreserven der Regierung und investiert in verschiedene Vermögenswerte mit unterschiedlichem Risiko- und Renditeniveau. Zusätzlich können auch separate Fonds (mit Finanzierung aus anderen Quellen) in diese Kernportfolios investieren. Kurz: Portfolios bezeichnen Vermögenswerte, die vom Exchange Fund gehalten werden, während Fonds andere Finanzierungsquellen bezeichnen.

### Kernportfolios
- Das 1998 gegründete Backing Portfolio investiert in kurzfristige, hochliquide US-Dollar-Wertpapiere, die zur Absicherung des Hongkong-Dollars und zur Aufrechterhaltung der Währungsbindung dienen.
- Das 1998 gegründete Investment Portfolio investiert in Anleihen und Aktien von Industrieländern, um die langfristige Kaufkraft Hongkongs zu sichern.
- Das Long-Term Growth Portfolio – Das 2009 gegründete Portfolio investiert in Private Equity und ausländische Immobilien und strebt eine höhere Rendite an als die traditionellen sicheren Anlagen, in die das Backing Portfolio und das Investment Portfolio investieren.

### Zukunftsfonds
Der Grundstücksfonds wurde 1986 gegründet, um die Einnahmen des Staates aus Grundstücksverkäufen vom Inkrafttreten der Gemeinsamen Erklärung (27. Mai 1985) bis zur Übergabe Hongkongs (1. Juli 1997) zu verwalten. Er wurde vom 1. Juli 1997 bis zur Gründung des Zukunftsfonds am 1. Januar 2016 als Teil des Anlageportfolios verwaltet. Anschließend wurden die Mittel in den Zukunftsfonds überführt, und der Grundstücksfonds erlosch.
Zukunftsfonds – Gegründet 2016 mit einer Anlagedauer von zehn Jahren (bis zum 31. Dezember 2025 mit Verlängerungsoption). Die Hälfte des Fonds wird in das langfristige Wachstumsportfolio der HKMA investiert, die andere Hälfte in das Anlageportfolio und andere externe Investitionen. Sein Hauptzweck ist die Vorbereitung auf erwartete Erhöhungen der Staatsausgaben aufgrund der alternden Bevölkerung.
Hong Kong Growth Portfolio – Das Portfolio wurde 2020 als Private-Equity-Fonds mit 10 % des Future Fund gegründet. Der Fonds soll sich auf Investitionen in „Unternehmen, Projekte und Fonds mit Hongkong-Bezug“ konzentrieren und nach Möglichkeiten bei Innovations- und Technologieunternehmen sowie Projekten mit hohem Wachstumspotenzial und hoher Rendite suchen, während Immobilienprojekte vermieden werden.

### Sonstige
Strategischer Fonds – Gegründet 2007, hält er zu strategischen Zwecken an der Hongkonger Börse notierte Aktien; seine Erträge sind nicht in der Gesamtrendite des Börsenfonds enthalten.

## Entwicklung
Der Exchange Fund erzielte im ersten Quartal 2025 einen Anlageertrag von 67,2 Milliarden HK-Dollar (8,66 Milliarden US-Dollar), nachdem im letzten Quartal 2024 ein Verlust von 20,3 Milliarden HK-Dollar entstanden war.